# أذن القطة السويسرية
أذن القطة السويسرية (الاسم العلمي:Hypochaeris helvetica) هي نوع من النباتات يتبع جنس أذن القطة من الفصيلة النجمية.